# Brigada 055
La Brigada 055 (también llamada 55.va Brigada Árabe) fue una guerrilla de élite patrocinada y entrenada por Al Qaeda que estuvo operando junto al ejército talibán entre 1995 y 2001.

## Composición y función
La unidad estaba formada mayoritariamente con voluntarios extranjeros (Mujahideenes) oriundos de Oriente Medio, Asia Central, y del Sureste de Asia quienes tuvieron diversas experiencias de combate, inclusive a algunos que lucharon durante la invasión soviética durante la década de 1980 o en otros conflictos.
Estaban equipados con rezagos de armas soviéticas, así como armamento proporcionado por el gobierno de Sudán y los talibanes. La Brigada también recibía apoyo de Al Qaeda, gracias a una red de agentes de aprovisionamiento quienes obtuvieron equipamiento sofisticado tal como teléfonos satelitales, anteojos de visión nocturna, e incluso aviones. Los informes de la revista de Time indican que los miembros de la Brigada 055 a menudo eran desplegados en células pequeñas para ayudar a reforzar a las tropas afganas regulares del Talibán. Esto era a menudo conseguido mediante amenazas o la intimidación, aplicando disciplina y un compromiso a la filosofía mujahedin.
La élite el grupo estaba conformada por mercenarios árabes, siendo una unidad pequeña de militantes altamente entrenados, motivados y mejor pagados comparados con otros combatientes desplegados por Osama bin Laden poco después de su llegada a Afganistán en 1996. Cuándo Bin Laden buscó refugio en Afganistán, otros árabes afganos se le unieron. La Brigada fungió como legión extranjera para llevar adelante la visión de Bin Laden y la línea dura del Talibán, de crear una revolución islamista global. Aproximadamente 100 miembros sirvieron como fuerza de seguridad personal a Bin Laden.
Antes de la invasión de Coalición de Afganistán en el 2001, se habían entrenado en Rishikor, una base del ejército afgano en las afueras de Kabul. Tuvieron acceso a artillería media y armas pesadas, y se creía que estaba equipada con sofisticados equipos de comunicaciones occidentales y gafas de visión nocturna. Algunas fuentes militares dijeron que tenían varios grupos de pequeñas unidades móviles que se usaban para respaldar a los combatientes talibanes en el frente de la guerra civil. El grupo estaba organizado en estructuras tradicionales y tomaba prestados nombres de brigadas del antiguo ejército afgano.

## Tamaño
Las estimaciones sobre las fuerzas de la Brigada varían, la estimación más precisa indica entre 1,000 y 2,000 militantes. Durante la invasión de Afganistán en 2001,  hubo al menos 500 hombres. La Brigada 055 sufrió pérdidas muy importantes durante la invasión de 2001 en Afganistán y muchos fueron capturados por los Estados Unidos. Los que sobrevivieron retrocedieron con Osama bin Laden al área fronteriza de Afganistán con Pakistán donde se reagruparon y conformaban una nueva campaña.
La Fuerza de Tarea Conjunta Antiterrorismo de Guantánamo (JTF-GTMO) indicó que la Brigada 055 era una unidad de combatientes extranjeros en Afganistán a las órdenes de Osama bin Laden. Los analistas del JTF-GTMO dijeron que bajo el mando de Bin Laden, la 55.ª Brigada Árabe se integró en el ejército de los talibanes. Se afirmó que Abdul Hadi al-Iraqi tenía el control operativo directo. Mustafa Mohamed Fadhil fue su segundo al mando.
En un memorando de resumen de pruebas preparado para el primer Consejo de Revisión Administrativa anual del cautivo de Guantánamo, Said Ibrahim Ramzi Al Zahrani, el 14 de octubre de 2005 se decía: "La Fuerza de Al Qaeda, o la 55a Brigada Árabe, es la formación principal de Osama bin Laden que apoya los objetivos de los talibanes. La información indica que la ideología de aquellos en la 55.ª Brigada árabe incluye disposición para dar sus vidas por objetivos tácticos cuando declarados por Osama bin Laden y el talibán."
Según el libro del 2005  Warlords Rising: Confronting Violent Non-State Actors, la 55.ª Brigada árabe era una unidad motorizada.

## Historia
La  Brigada 055 fue creada por Bin Laden en Afganistán en 1996. La fuerza tuvo contactos cercanos con milicias que luchaban contra fuerzas de seguridad indias en Cachemira, con organizaciones islamistas que intentaban crecer en Asia Central, particularmente con el Movimiento islámico de Uzbekistán. Hubo rumores que en las semanas previas a los  ataques del 11 de septiembre Juma Namangani, había sido designado uno de los comandantes superiores en la  brigada 055.
La mayoría de los miembros son voluntarios de la República de Chechenia, Pakistán, Bosnia, China y Uzbekistán, quiénes son veteranos de conflictos en sus naciones de la invasión soviética en Afganistán y principalmente dirigida por revolucionarios egipcios y saudíes.
Desde  al menos 1998, la Brigada fue usada para ataques talibanes durante la Guerra Civil afgana. Una de sus primeras acciones, según informaba el ministro del interior cuando se utilizaron combatientes de la Brigada 055 en la batalla para capturar Mazar-e Sarif. En julio de 1999 participaron en la batalla por Bamiyán y también se cree que estuvieron involucrados en una serie de masacres civiles de la población chiita en cercanías de Hazarajat, incluido un ataque a principios del 2001, en el que murieron más de 200 personas. El 5 de septiembre del 2000, combatientes de la Brigada 055 fueron utilizados para la toma de Taloqan. La pérdida de la ciudad fue una de los contratiempos más grandes a la Alianza Del norte en años recientes, ya que era donde estaba ubicada su sede administrativa.
Se cree que un total de 3000 militantes árabes migraron hacia Afganistán. Al menos 1000 árabes fueron traídos a Afganistán después de los ataques del 11 de septiembre del 2001, para perpetrar ataques transfronterizos desde Pakistán e Irán. Muchos estuvieron resguardados en Jalalabad, Khost, Kandahar y Mazar-i Sharif.
En los bombardeos iniciales durante la invasión de coalición de Afganistán en 2001, una guarnición de combatientes de la Brigada 055 cerca de Mazar-e-Sharif fue uno de los primeros objetivos de los aviones estadounidenses. El secretario de defensa de los EE. UU. Donald Rumsfeld describió a las tropas como "las fuerzas terrestres dominantes de Al-Qaeda". Las unidades tendian a tener tropas ser mucho mejor motivadas que los soldados talibanes regulares y eran considerados como las "fuerzas especiales Talibanes". Fueron utilizados para "ser la columna vertebral" de la lucha y prevenir deserciones..  Algunos miembros de la Brigada huyeron como varios centenares de desertores de al-Qaeda durante la Batalla de Tora Bora.
Según la revista Long War Journal, la Brigada 055 había sido restablecida por parte del talibán en el grupo Lashkar al Zil o "Ejército de las Sombras".